# Senciência
Senciência é a capacidade dos seres de sentir sensações e sentimentos de forma consciente. Em outras palavras: é a capacidade de ter percepções conscientes do que lhe acontece e do que o rodeia.
A palavra senciência é muitas vezes confundida com sapiência, que pode significar conhecimento, consciência ou percepção. Essas palavras podem ser diferenciadas analisando-se suas raízes latinas: sentire é "sentir" e sapere é "saber". Senciência, portanto, é a capacidade de sentir.

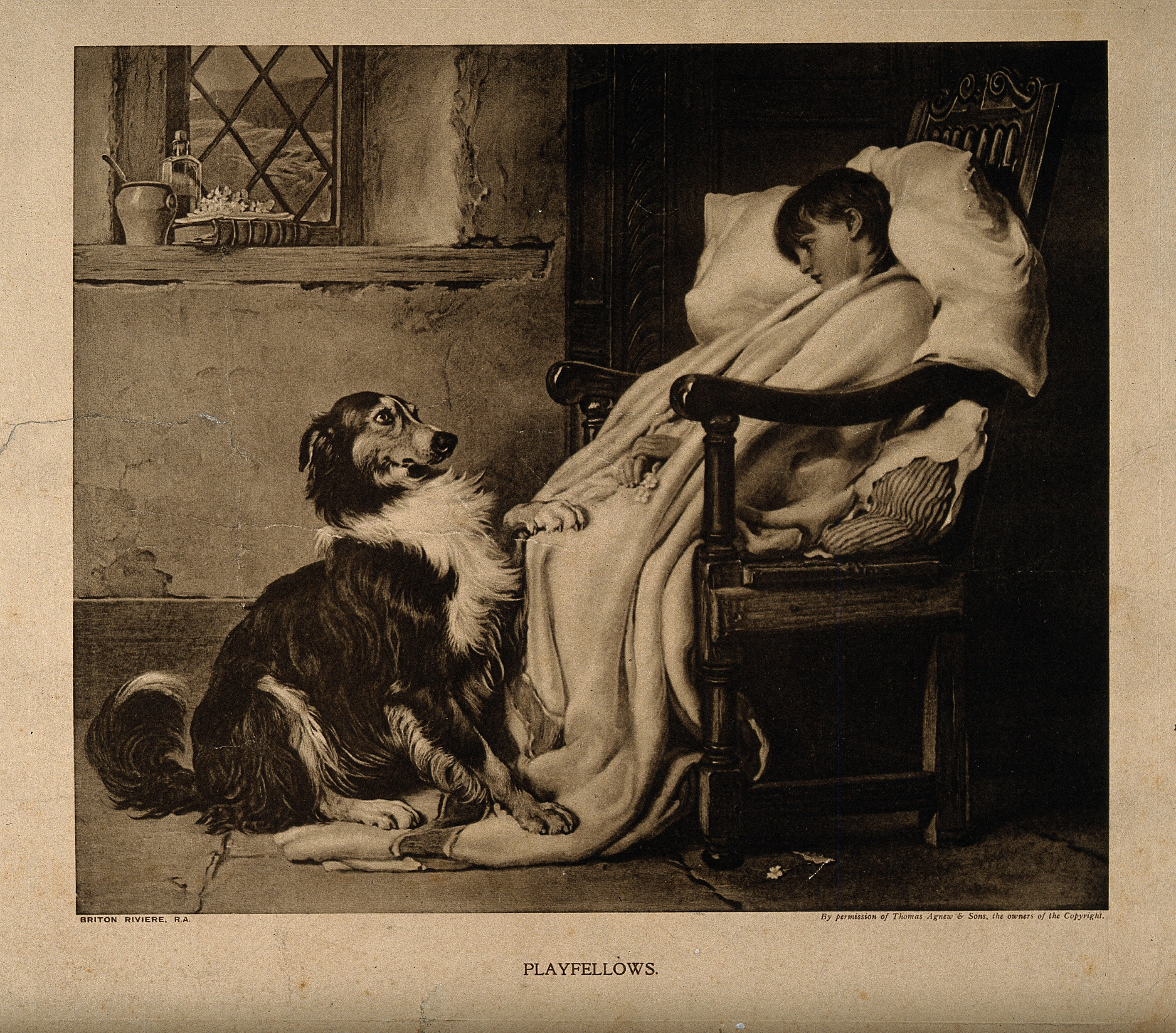
Um cachorro consolando uma criança doente.

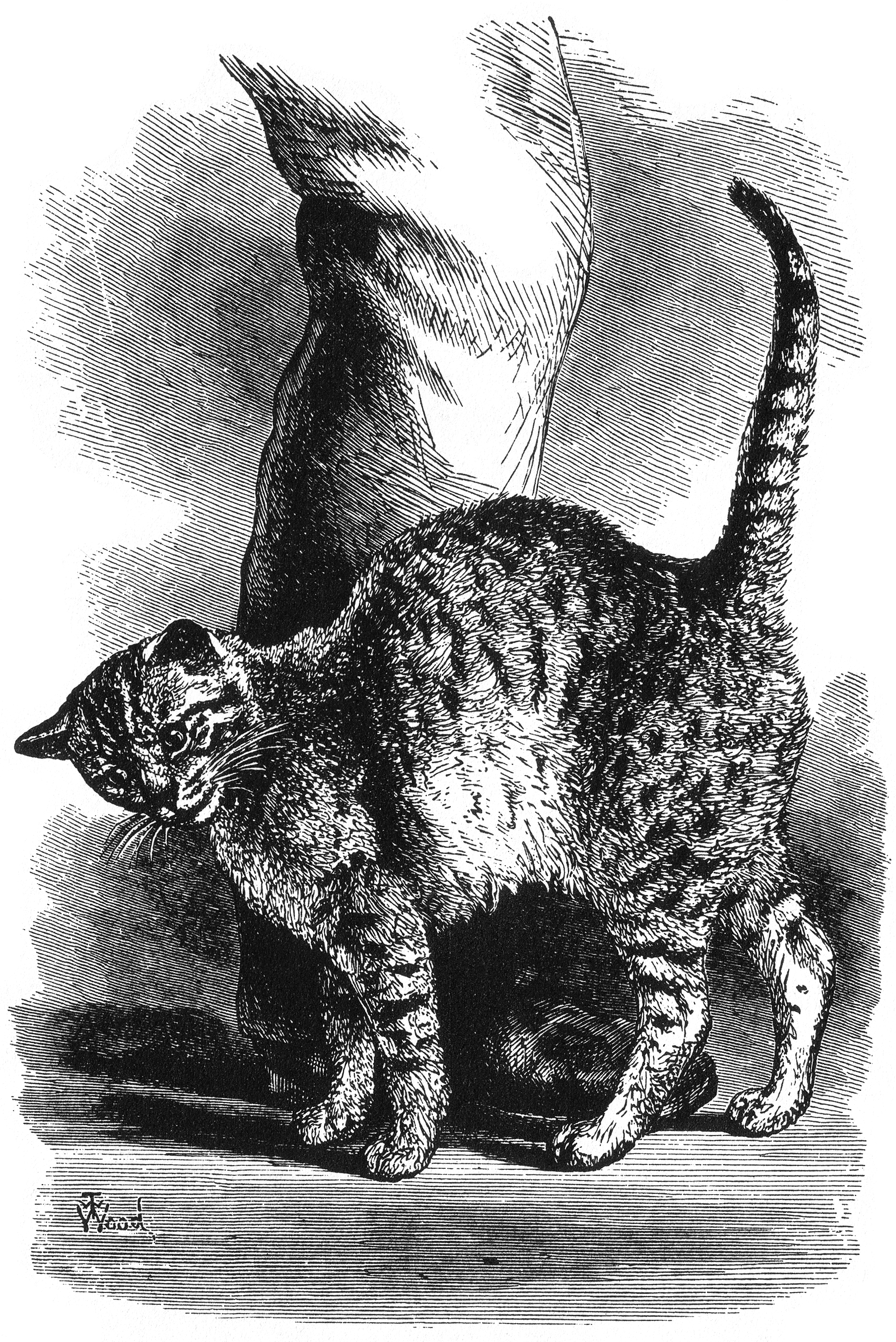
Um gato expressando afeto por um ser humano.

Os filósofos chamados "novos misterianistas", acreditam que a senciência não poderá jamais ser entendida, não importa quanto progresso seja feito pela neurociência na compreensão do funcionamento do cérebro. O mais famoso misterianista é Colin McGinn. Eles não negam que a maioria dos outros aspectos da consciência esteja sujeita à investigação científica, da criatividade à sapiência ou autoconsciência, mas acreditam que ela não pode ser amplamente compreendida cientificamente.

## Senciência Animal
As sensações como a dor ou a agonia, ou as emoções, como o medo ou a ansiedade, são estados subjectivos próximos do pensamento e estão presentes na maior parte das espécies animais.
Um animal é um ser senciente porque tem a capacidade de sentir. Não se questiona que os humanos são seres sencientes – experienciamos, de forma consciente, sentimentos de muitos tipos diferentes. A questão que tem vindo a ser colocada é sobre se essa mesma capacidade de possuir percepções conscientes dos acontecimentos e da realidade poderá ou não acontecer de igual forma com os outros animais. Enquanto a mente de um humano é, como se pressupõe, mais complexa do que as mentes dos outros animais, alguns autores defendem que estas diferenças são apenas em grau e não em género, como defendeu Charles Darwin, o precursor da biologia moderna.
Do ponto de vista biológico, a função mais importante do cérebro é a de gerador de comportamentos que promovam o bem-estar. Nem todos os comportamentos precisam de um cérebro. No entanto, o controle sofisticado do comportamento baseado num sistema sensorial complexo requer a capacidade de integração de informações de um cérebro centralizado. Como nós, humanos, os outros animais são também detentores de uma mente complexa, apesar de diferirem da mente humana pelo fato de ser uma mente menos complexa (do mesmo modo que a mente de uma criança é menos complexa do que a mente de um adulto humano), não diferindo porém de género ou tipo de mente.
Tem-se vindo a descobrir cada vez mais acerca da senciência e das características sencientes de um número cada vez maior de espécies animais. Com evidências fortes de que muitos animais são sencientes, é razoável e prudente, além de ser moralmente importante, assumir que todos os animais têm algum grau – pelo menos, um grau mínimo – de senciência.

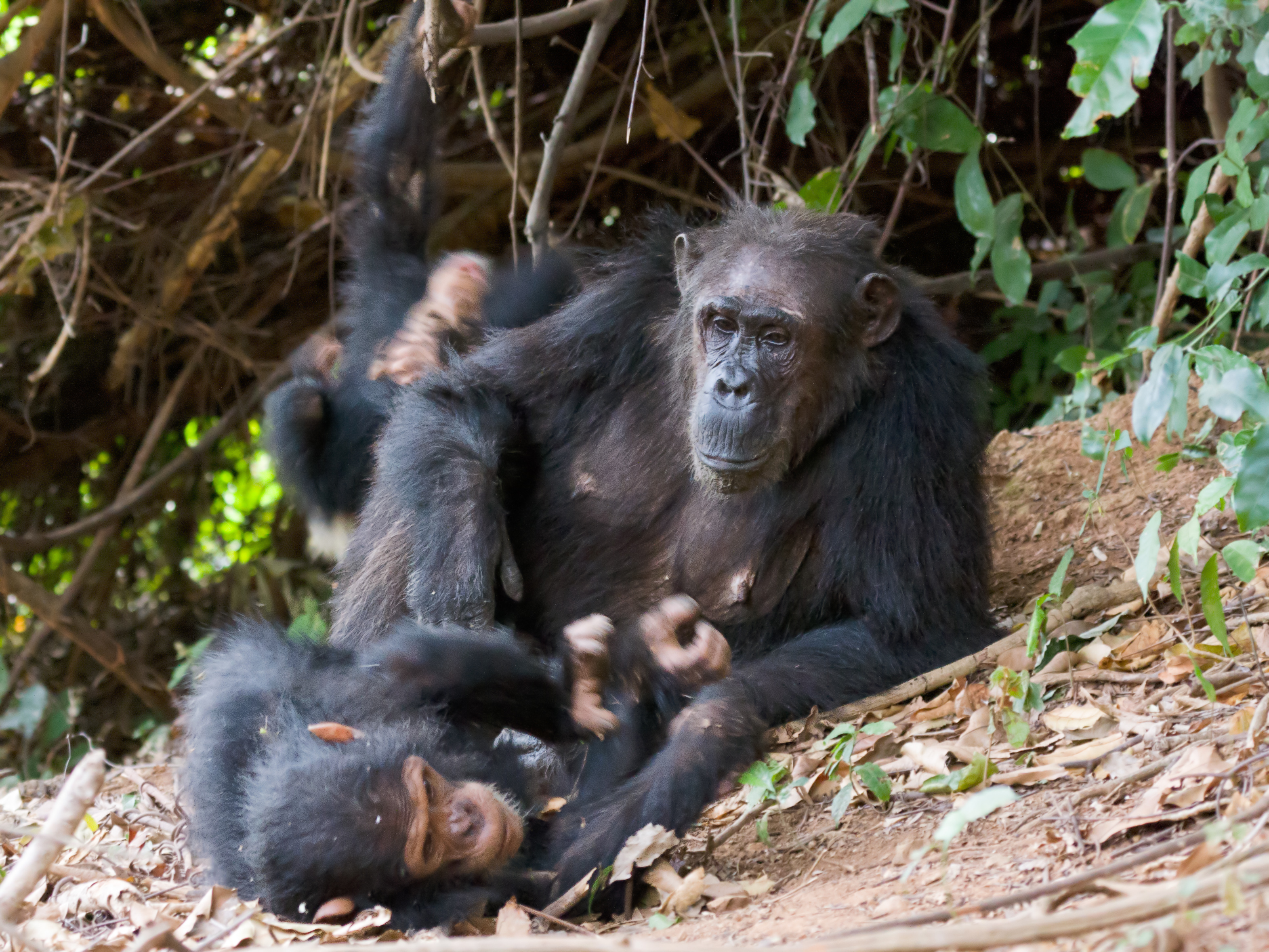
Divertimento de Chimpanzés.

A circunstância de assumir que um animal não é senciente, sem qualquer provas que sustentem essa presunção, condicionará inevitavelmente um problema a enfrentar sobre a questão moral e ética individual. Portanto, assumir que todos os animais são sencientes é o raciocínio mais coerente a considerar.
Tem-se descoberto cada vez mais que, seres que se pensava não serem sencientes ou serem apenas basicamente sencientes, são mais complexamente sencientes e mesmo mais inteligentes do que se podia imaginar. Tem vindo a crescer cada vez mais o número de [carece de fontes?] dos animais são muito maiores, mais complexas e profundas do que tradicionalmente se tem acreditado.
Organismos sencientes não apenas apresentam reações químicas diante dos processos que afetam o seu corpo (sensibilidade), mas também possuem estados mentais positivos ou negativos associados a esses processos. É, portanto, um indício de que existe um "eu" que vivencia e experimenta as sensações. É o que diferencia indivíduos vivos de meras coisas vivas. O modo como as pessoas veem os outros animais é influenciado pela educação que tiveram e pelas tendências do seu tempo.
O filósofo francês René Descartes (1596-1650) deixou uma duradoura influência com a sua opinião de que os animais eram "máquinas" sem alma.
A senciência é uma característica que está presente apenas em seres do reino animal. O sinal exterior mais amplamente reconhecido de senciência é a dor e, dessa forma, este conceito – ou a sua ideia – tem sido usado, há algum tempo, como fundamento para a defesa da proteção dos animais não humanos contra o sofrimento, ou para a atribuição de direitos morais aos mesmos. Por exemplo, Jeremy Bentham (15 de fevereiro de 1748 – 6 de junho de 1832), já dizia que o que deveria ser considerado no debate sobre o dever de compaixão dos seres humanos perante animais não humanos não era se estes eram dotados de razão ou linguagem, mas se eram capazes de sofrer. Como ele, Charles Darwin (1809-1882) acreditava que a "actividade mental" dos animais era semelhante à dos humanos.
A senciência é amplamente reconhecida em todos os animais vertebrados – portadores de sistema nervoso central -, o que inclui quase todos os animais utilizados comumente pelo ser humano nas suas atividades (o que está em muito relacionado com a exploração animal). Esta definição, porém, enfatiza apenas um critério para a existência de senciência: a manifestação (a nós, perceptível) da dor.
Existem, porém, outros sinais exteriores que evidenciam que outras espécies de animais experimentam o mundo de forma individual, como a existência de órgãos sensoriais que evidenciam uma necessidade de interpretar imagens, sons ou odores captados a partir dos respectivos sentidos. Esse conceito abrange não apenas animais vertebrados, mas também animais invertebrados como os insetos, moluscos e aracnídeos e, portanto, corresponde a todos os animais que são tradicionalmente usados pelo ser humano. Por esta definição, apenas esponjas seriam animais não sencientes.
Pode-se ainda usar o conceito como uma forma de definir todos os seres do reino animal: é também provável que o conceito de senciência esteja vinculado à própria condição de ser um animal – seres que se separam da sua fonte de provimento ao nascer e precisam buscar o alimento por movimento próprio.
Não se deve confundir senciência com autoconsciência, que é o conceito que define a consciência que o "eu" tem de ser um indivíduo pensante, separado dos demais seres. Este conceito de origem kantiana é enfatizado principalmente por Peter Singer, que o emprega para estabelecer um critério hierárquico entre os seres sencientes cujos interesses entrem em conflito.

Por outro lado, a escola behaviorista da psicologia do século XX considerava que apenas o comportamento devia ser estudado, em vez de qualquer emoção ou raciocínio que possa estar na base deste, acerca dos animais. Isto deixou também uma duradoura influência no estudo sobre o comportamento animal. 